# Cantó de Saint-Pierre
El cantó de Saint-Pierre és una divisió administrativa francesa situat al departament de Martinica a la regió de Martinica.

## Composició
El cantó comprèn les comunes de Saint-Pierre i Fonds-Saint-Denis.

## Demografia
|  | 7.861 | 7.371 | 6.482 | 5.984 | 5.384 | 5.470 |  |  |  |  |  |  |  |  |  |  |
|  |       |       |       |       |       |       |  |  |  |  |  |  |  |  |  |  |

## Administració
| Període                                  | Identitat       | Partit | Qualitat |
| ---------------------------------------- | --------------- | ------ | -------- |
| 2001-2014                                | Raphaël Martine | RDM    |          |
| Les dades anteriors no són pas conegudes |                 |        |          |